# Споменик Хаџи Мелентију
Споменик Хаџи Мелентију, уклесан је у јужни зид манастирске цркве Светог Вазнесења Христовог у Рачи. Споменик је дело сликара и вајара Михаила Миловановића из Рибашевине код Ужица. Изграђен је 1924. године, у белом венчачком мермеру, на иницијативу тадашњег игумана манастира Рача Захарија Милекића, на стогодишњеицу смрти Хаџи Мелентија.

## Опис споменика
На високом постаменту са барељефом гуслара наспрам кога је жена-мајка са седморо деце и уклесаним стиховима из народне песме Почетак буне против дахија, налази се монументалан оквир, који чине два стуба са капителима. Они носе архитравну греду са натписом Хаџи Мелентије, испод којег су симболи монархије: крст са двоглавим орлом, круном и четири оцила, око кога су поља са годинама 1824 и 1924. Са Хаџи Мелентијеве леве и десне стране постављене су мермерне плоче на којима је уписано 408 имена палих ратника из ових крајева у ослободилачким ратовима 1912—1918. У горњем делу плоче су посвете ратницима са ликом крања Петра I карађорђевића (на десној страни) и Милоша Обилића (на левој). Испод имена погинулих уклесан је фриз који представља колону српских ратника.
У манастирској порти је 2010. године постављена скулптура која приказује Хаџи Мелентија у стојећем ставу, са раширеним рукама у којима држи мач и крст, као симболе отпора и духовности.